# Jean-Marie Alexandre
Jean-Marie Alexandre (ur. 25 listopada 1946 w Souchez) – francuski polityk, nauczyciel i samorządowiec, eurodeputowany II i III kadencji.

## Życiorys
Z wykształcenia nauczyciel, pracował w szkołach podstawowych. Zaangażował się w działalność polityczną w ramach Partii Socjalistycznej, był członkiem jej komitetu wykonawczego. Pełnił funkcję doradcy ministra edukacji Jean-Pierre'a Chevènementa.
Wybierany na radnego Souchez, był członkiem biura Zgromadzenia Regionów Europy. W latach 1987–1994 sprawował mandat posła do Parlamentu Europejskiego II i III kadencji. Pełnił funkcję wiceprzewodniczącego Komisji ds. Polityki Regionalnej i Planowania Regionalnego oraz członka frakcji socjalistycznej. Był również radnym i w latach 1998–2015 wiceprzewodniczącym rady regionu Nord-Pas-de-Calais. Od 1995 wybierany na mera Souchez.
Działał w Ruchu Obywatelskim i Republikańskim (MRC). W listopadzie 2018 stanął na czele Ruchu Obywatelskiego, ugrupowania powstałego w wyniku rozłamu w MRC i nawiązującego do partii będącej jego poprzedniczką.